# Scyphocephalum
Scyphocephalum är ett släkte av tvåhjärtbladiga växter. Scyphocephalum ingår i familjen Myristicaceae.
Kladogram enligt Catalogue of Life:
| Scyphocephalum | \| \| Scyphocephalum chrysothrix \| \| \| \| \| \| Scyphocephalum mannii \| \| \| \| |
|                | \| \| Scyphocephalum chrysothrix \| \| \| \| \| \| Scyphocephalum mannii \| \| \| \| |
|                | Bicuiba                                                                              |
|                |                                                                                      |
|                | Brochoneura                                                                          |
|                |                                                                                      |
|                | Cephalosphaera                                                                       |
|                |                                                                                      |
|                | Coelocaryon                                                                          |
|                |                                                                                      |
|                | Compsoneura                                                                          |
|                |                                                                                      |
|                | Doyleanthus                                                                          |
|                |                                                                                      |
|                | Endocomia                                                                            |
|                |                                                                                      |
|                | Gymnacranthera                                                                       |
|                |                                                                                      |
|                | Haematodendron                                                                       |
|                |                                                                                      |
|                | Horsfieldia                                                                          |
|                |                                                                                      |
|                | Iryanthera                                                                           |
|                |                                                                                      |
|                | Knema                                                                                |
|                |                                                                                      |
|                | Mauloutchia                                                                          |
|                |                                                                                      |
|                | Myristica                                                                            |
|                |                                                                                      |
|                | Osteophloeum                                                                         |
|                |                                                                                      |
|                | Otoba                                                                                |
|                |                                                                                      |
|                | Paramyristica                                                                        |
|                |                                                                                      |
|                | Pycnanthus                                                                           |
|                |                                                                                      |
|                | Staudtia                                                                             |
|                |                                                                                      |
|                | Virola                                                                               |
|                |                                                                                      |
|                | Scyphocephalum chrysothrix                                                           |
|                |                                                                                      |
|                | Scyphocephalum mannii                                                                |
|                |                                                                                      |

|  | Scyphocephalum chrysothrix |
|  |                            |
|  | Scyphocephalum mannii      |
|  |                            |